# Dankmarshausen
Dankmarshausen est une ancienne commune allemande du land de Thuringe, dans l’arrondissement de Wartburg, au centre de l’Allemagne.